# 日本栄養・食糧学会
公益社団法人日本栄養・食糧学会（にほんえいようしょりょうがくかい、英称: 英称: Japan Society of Nutrition and Food Science、略称: JSNFS）は、栄養科学や食糧科学の研究者・研究機関・団体などで組織された学術団体。日本学術会議に協力学術研究団体として参画。日本医学会に第14分科会として参画。内閣府所管の公益社団法人。

## 活動内容
公益目的事業の展開のうち、栄養科学並びに食糧科学の振興と研究の活性化事業では、毎年、全国レベルの年次大会を開催している。年次大会では、特別講演、教育講演、各種シンポジウム、国際シンポジウム、医学系学会との合同シンポジウム、市民公開講座等を開催し、研究成果の発表や普及に貢献している。また、栄養科学、食糧科学の基盤を確立する研究に対して、研究助成・若手研究助成が贈られ、顕著な研究業績や貢献に対して、功労賞、学会賞、奨励賞、技術賞が授与される。また、若手研究者育成のため、学生優秀発表賞を設け、褒賞している。　
全国7支部でも、各支部により企画されたテーマのもと、関連学会とも連携を図りつつ支部大会やシンポジウムなどを開催している。
栄養科学並びに食糧科学情報の活用と普及事業の展開については、日本栄養・食糧学会誌、Journal of Nutritional Science and Vitaminology（英文誌）の発行を通じて、人々の健康・福祉の向上に寄与している。広報事業としては、会員向けメールマガジンの発行、ホームページの充実と確実、迅速な更新を心掛けている。
各種委員会がそれぞれの役割に応じた活動を行っており、将来構想検討委員会は学会の基本方針を検討し、倫理審査委員会や利益相反委員会が学会の倫理面の確立を目的に活動を行っている。2024年度からは、新たに一般社団法人男女共同参画学協会連絡会に加盟し、学会内に「ダイバーシティ推進委員会」を設置した。
国際関係では、International Union of Nutritional Sciences （国際栄養科学連合、IUNS）の一員として、2022年12月に東京国際フォーラムにおいて、第22回国際栄養学会議（22nd IUNS-ICN）を47年ぶりに主催し、世界97の国・地域からの参加があった。
また、Federation of Asia Nutrition Societies （アジア栄養学会連合、FANS）の一員として、2015年5月にパシフィコ横浜において、第12回アジア栄養学会議（12th Asian Congress of Nutrition、ACN）を主催し、アジアを中心に51の国・地域からの参加があった。
International Union of Food Science and Technology（国際食品科学工学連合、IUFoST）の構成メンバーであるIUFoST Japan の会員として連携し、その事業を支援している。
なお、近年は、主に東南アジアの国・地域（韓国、台湾）などの栄養学会との連携で国際シンポジウムを日本と韓国・台湾で開催し、相互の交流を活発化させている。Korean Society of Food Science and Nutrition （韓国食品栄養科学会、KFN）やNutrition Society of Taiwan （台湾栄養科学会、NST）などとの共催シンポジウムが活発に行われている。

## 概要
- 事務局 - 〒170-0014 東京都豊島区池袋3丁目60番5号フェイヴァーフィールド池袋B03
- 会長 - 芦田 均（武庫川女子大学     食物栄養科学部 食物栄養科学科 教授）
- 副会長 - 曽根 博仁（新潟大学大学院  医歯学総合研究科 血液・内分泌・代謝内科分野 教授）
- 沿革
  - 1947年 - 栄養・食糧学会設立
  - 1960年 - 日本栄養・食糧学会に改称
  - 1968年 ‐ 幹事制度⇒理事制度
  - 1994年 - 文部省（当時）所管の社団法人化
  - 2011年9月 - 内閣府所管の公益社団法人化

## 発行学術雑誌
- 日本栄養・食糧学会誌 (和文誌)
- Journal of Nutritional Science and Vitaminology (英文誌)  - 日本ビタミン学会との共同編集